# Blijnepodgorski
Blijnepodgorski (en rus: Ближнеподгорский) és un poble (un khútor) de l'óblast de Volgograd, a Rússia, segons el cens del 2010 tenia 120 habitants.